# Guillaume Amontons

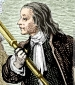
Guillaume Amontons

Guillaume Amontons (* 31. August 1663 in Paris; † 11. Oktober 1705 ebenda) war ein französischer Physiker und Statthalter von Lille. Er ist bekannt für seine Arbeiten zu Reibung und Temperaturmessung.

## Leben
Guillaume Amontons wurde 1663 geboren. Sein Vater war ein Rechtsanwalt aus der Normandie, der sich in Paris niedergelassen hatte. Schon in jungen Jahren war er hochgradig schwerhörig. Er sah sich dadurch jedoch nicht stark beeinträchtigt, sondern betrachtete es als einen Vorteil, der ihm erlaubte, sich stärker auf seine wissenschaftlichen Arbeiten zu konzentrieren. Obwohl er keine universitäre Ausbildung besaß, befasste er sich mit Mathematik, Naturwissenschaften und Astronomie. Weiterhin zeichnete er und beschäftigte sich mit Kartografie und Architektur.
Er entdeckte die bei idealen Gasen gültige Proportionalität von Druck und Temperatur bei konstantem Volumen, das Gesetz von Amontons (ideales Gasgesetz) und verbesserte die Konstruktion von Thermometern, Hygrometern und Barometern. Amontons postulierte das Vorhandensein eines absoluten Nullpunktes anhand der Abnahme des Gasvolumens bei abnehmender Temperatur.
1699 veröffentlichte er eine Untersuchung zu Fragen der Haftreibung, die als erste ausführliche wissenschaftliche Publikation diesem Thema gilt. Die Gesetze über die Gleitreibung werden nach ihm als Amontonssche Gesetze bezeichnet. Ähnliche Überlegungen finden sich bereits in unveröffentlichten Skizzenbüchern von Leonardo da Vinci.
Im Jahr 1688 erfand Guillaume Amontons einen optischen Telegraphen, der tauben Menschen helfen sollte, und präsentierte ihn dem König. Der Telegraph bestand aus einem Windrad, dessen Flügel jeweils mit einem Buchstaben beschrieben waren. Ein Beobachter an einem weiter entfernten Windrad beobachtete die Abfolge der Buchstaben mit einem Teleskop und konnte so die Nachricht weitergeben. Im Jahr 1695 baute er dann eine optische Telegrafenstrecke von Meudon nach Paris.
Er war Mitglied der Académie des sciences in Paris. Der Mondkrater Amontons wurde nach ihm benannt.